# مايكل تشيمينو
مايكل تشيمينو (بالإنجليزية: Michael Cimino)‏ (مواليد 3 فبراير 1939 في نيويورك - 2 يوليو 2016 في لوس أنجلوس)، كان مخرج أمريكي بدأ نشاطه سنة 1974. كما أنه من الفائزين بجوائز الأوسكار وجائزة غولدن غلوب. اشتهر بعد اخراجه فيلم صائد الغزلان.

## حياته
ولد تشيمينو في 3 فبراير 1939 في نيويورك من أب منتج موسيقي وأم مصممة أزياء، وحصل على إجازة في الرسم من جامعة ييل سنة (1961) ومن ثم شهادة ماجيستير من جامعة نيو هايفن سنة 1963، قبل أن يبدأ بإخراج إعلانات للتلفزيون.
في العام 1971 انتقل إلى لوس أنجلس حيث خاض غمار كتابة السيناريو ومن أعماله في هذا المجال «سايلنت رانر» الخيالي العلمي حول البيئة و«ماغنوم فورس» قبل أن يخرج «ثاندربولت ند لايت فوت» العام 1974 وكان من بطولة جيف بريدجز وكلينت ايستوود الذي أنتج الفيلم.

## الأعمال
- صائد الغزلان

## وصلات خارجية
- مايكل تشيمينو على موقع IMDb (الإنجليزية)
- مايكل تشيمينو على موقع الموسوعة البريطانية (الإنجليزية)
- مايكل تشيمينو على موقع روتن توميتوز (الإنجليزية)
- مايكل تشيمينو على موقع مونزينجر (الألمانية)
- مايكل تشيمينو على موقع ألو سيني (الفرنسية)
- مايكل تشيمينو على موقع تيرنر كلاسيك موفيز (الإنجليزية)
- مايكل تشيمينو على موقع أول موفي (الإنجليزية)
- مايكل تشيمينو على موقع بوكس أوفيس موجو (الإنجليزية)
- مايكل تشيمينو على موقع قاعدة بيانات الأفلام السويدية (السويدية)
- مايكل تشيمينو على موقع إن إن دي بي (الإنجليزية)